# Nazionale olimpica di calcio del Brasile
La nazionale olimpica di calcio del Brasile è la rappresentativa calcistica del Brasile che rappresenta l'omonimo paese ai Giochi olimpici. È affiliata alla CONMEBOL ed è posta sotto l'egida della Federazione calcistica del Brasile.
Ha vinto la medaglia d'oro alle Olimpiadi del 2016 a Rio de Janeiro ed alle Olimpiadi del 2020 a Tokyo, l'argento alle Olimpiadi del 1984 a Los Angeles, del 1988 a Seul e del 2012 a Londra, il bronzo alle Olimpiadi del 1996 ad Atlanta e del 2008 a Pechino. È la nazionale olimpica maschile con il maggior numero di medaglie (due ori, tre argenti, due bronzi) e di finali disputate ai Giochi olimpici (cinque).

## Storia

### Le origini
Inizialmente i Giochi olimpici non prevedevano alcuna limitazione d'età, e l'unico ostacolo che impediva ai giocatori di prendervi parte era l'eventuale condizione di professionista. La prima partecipazione del Brasile al torneo calcistico delle Olimpiadi ebbe luogo durante Helsinki 1952. La prima partita disputata fu Brasile-Paesi Bassi, terminata 5-1 in favore della compagine sudamericana. La manifestazione proseguì fino al 24 luglio, quando il Brasile fu eliminato dalla Germania Ovest per 4-2. Il primo commissario tecnico della storia del Brasile olimpico fu Newton Cardoso, mentre la prima rete fu messa a segno da Humberto del São Cristóvão. Saltata l'edizione di Melbourne 1956, la selezione tornò sui campi da gioco nel 1959 per disputare la Taça Marechal Teixeira Lotti, una competizione non ufficiale, svoltasi in due gare all'Estádio das Laranjeiras contro la selezione militare.

### L'ingresso ai Giochi panamericani e gli anni 1960

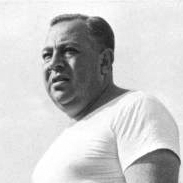
Vicente Feola allenò la Nazionale olimpica in due occasioni.

Il 29 agosto 1959 la Nazionale brasiliana olimpica prese parte ai III Giochi panamericani, tenutisi a Chicago. Il primo incontro in tale manifestazione fu quello vinto per 4-2 contro la Costa Rica; la gestione e la formazione della squadra era sempre appannaggio di Newton Cardoso. Il Brasile giunse sino alla finale dei Giochi panamericani, pareggiando con l'Argentina e ottenendo la medaglia d'argento. Terminata la competizione, Cardoso lasciò il posto a Gradim, allenatore con un passato nel Fluminense. Il nuovo tecnico guidò la selezione alla qualificazione per Roma 1960, ottenuta tramite la disputa del Torneo Pre-Olimpico CONMEBOL. Nonostante tale risultato, Gradim non fu confermato in panchina, e fu rimpiazzato da Vicente Feola, che diresse il Brasile olimpico per la prima volta il 13 agosto 1960 in un'amichevole contro il Perù. Il 26 agosto debuttò ufficialmente ai Giochi olimpici, affrontando la Gran Bretagna. Il torneo terminò allorché la selezione verde-oro fu sconfitta dall'Italia Olimpica allo stadio Flaminio. Feola passò ad allenare la Nazionale maggiore, e al suo posto fu chiamato Sylvio Pirillo, che era aduso all'ambiente delle selezioni brasiliane, poiché aveva già guidato la Nazionale A nel 1957 e ne aveva fatto parte da giocatore. Sotto la sua guida il Brasile olimpico partecipò a una competizione giovanile organizzata dalla CONMEBOL. Il suo incarico terminò nel 1963, e per i IV Giochi panamericani fu selezionato Antoninho, che debuttò il 24 aprile sulla panchina del Brasile. La gestione del nuovo CT fruttò subito la medaglia d'oro nella competizione. In vista del campionato giovanile sudamericano, organizzato in Argentina, fu assunto Denoni, tecnico con un passato da giocatore nell'Atlético Mineiro. Il nuovo allenatore ebbe vita breve, poiché fu sostituito da Feola, che tornò in occasione del Torneo Pre-Olimpico che precedette i Giochi di Tokyo 1964. Ottenuta la qualificazione, la selezione venne nuovamente eliminata prima del raggiungimento della fase a eliminazione diretta. Nel 1968 fu quindi nuovamente Antoninho a prendere le redini della squadra, e con lui alla guida il Brasile guadagnò un posto a Città del Messico 1968. Ricalcando ciò che era avvenuto nel 1960, per i Giochi veri e propri fu chiamato un altro CT, e la scelta ricadde su Marão. Le scarse prestazioni degli anni seguenti furono ripetute, e il Brasile fu eliminato senza aver ottenuto una sola vittoria.

### Gli anni 1970
Antoninho inaugurò il decennio degli anni 1970, guidando la formazione il 26 novembre 1971 contro l'Ecuador, gara del Pre-Olimpico. Nel corso del torneo, tenutosi in Colombia, il Brasile si conquistò la qualificazione per Monaco di Baviera 1972. Dopo alcune amichevoli di preparazione, effettuate tra il giugno e l'agosto 1972, la selezione debuttò contro la Danimarca, perdendo per 3-2. L'inattesa sconfitta con l'Iran tagliò fuori i brasiliani dalla competizione, nuovamente al primo turno. La Nazionale olimpica tornò a calcare i campi il 14 ottobre 1975, stavolta sotto la guida di Zizinho: l'esordio ai VII Giochi panamericani contro la Costa Rica fu positivo, e terminò 3-1 in favore dei verde-oro. Il Brasile giunse fino alla finale, contro i padroni di casa del Messico, ma la partita fu interrotta durante i tempi supplementari. Inizialmente si decise di assegnare la medaglia d'oro a entrambe le nazioni, ma la FIFA annullò tale provvedimento in seguito. L'amichevole contro il Brasile under 20 del 17 dicembre chiuse il 1975 della selezione Olimpica. Il Torneo Pre-Olimpico 1976 vide il Brasile guadagnarsi l'accesso a Montréal 1976. Dal maggio al giugno 1976 furono disputate numerose partite di preparazione, con alterni risultati. L'ex tecnico del Vasco da Gama fu assunto per i Giochi, rimpiazzando Zizinho e debuttando diciotto giorni dopo l'ultimo incontro del suo predecessore; stavolta il Brasile riuscì nella qualificazione al turno successivo, in qualità di prima del suo girone. Sconfitta in semifinale dalla Polonia e poi nella finale di consolazione dall'Unione Sovietica, la selezione olimpica riuscì comunque a classificarsi al quarto posto, miglior risultato nella sua storia. Il 1979 vide Mário Travaglini incaricarsi della guida della squadra, e in seguito al Torneo di Parigi il Brasile si aggiudica la medaglia d'oro ai Giochi Panamericani del 1979. A Travaglini succede Jaime Valente, che debutta in panchina il 30 ottobre.

### Gli anni 1980: due medaglie d'argento consecutive
Il nuovo commissario tecnico si cimentò nel Pre-Olimpico del 1980, ottenendo due vittorie, un pareggio e tre sconfitte (l'ultima delle quali un 5-1 a opera dei padroni di casa della Colombia). In sua vece fu assunto Gílson Nunes, che ai Giochi Panamericani del 1983 raccolse l'argento, con due vittorie e una sconfitta (per mano dei vincitori dell'Uruguay). Il 19 gennaio 1984 esordì in panchina il nuovo tecnico, Cléber Camerino, che pareggiò l'amichevole di debutto contro il Paraguay. Camerino ottenne la qualificazione a Los Angeles 1984 tramite il Pre-Olimpico tenutosi in Ecuador a febbraio, ma nel giugno dello stesso anno fu sostituito da Jair Picerni. L'ex tecnico del Corinthians ben figurò nei Giochi di Los Angeles, e la squadra progredì sino alla finale: la Francia la sconfisse per 2-0, e il Brasile ottenne la prima medaglia Olimpica della sua storia, quella d'argento. A Jair Picerni successe il quasi omonimo Jair Pereira, che disputò la Coppa ODESUR 1986, torneo di qualificazione per i Giochi Panamericani del 1987. A prendere le redini della squadra per quest'ultima competizione fu Carlos Alberto Silva, e con lui in panchina la Nazionale ottenne la medaglia d'oro. Fu sempre Silva, che aveva guidato già la compagine all'accesso a Seul 1988, a dirigerla durante i Giochi olimpici. Il suo debutto avvenne il 18 settembre contro la Nigeria, e la partita terminò 4-0 per i sudamericani. Per la seconda volta consecutiva, il Brasile giunse alla partita decisiva: questa volta, la medaglia d'oro se la aggiudicò l'Unione Sovietica.

### Gli anni 1990: il bronzo nel 1996
Ernesto Paulo, nuovo CT, fallì la qualificazione a Barcellona 1992, cui invece ebbe accesso la Colombia. Nel 1994 venne così assunto un tecnico d'esperienza, Mário Zagallo, che però guidò la selezione in una singola amichevole: il commissario tecnico definitivo in vista dei Giochi Panamericani del 1995 fu Pupo Gimenez. Il Brasile perse però per mano dell'Honduras, e Giménez fu sostituito dapprima da Jairo Leal e successivamente da Mário Zagallo, che portò la Nazionale alla qualificazione per Atlanta 1996. Dopo una serie di amichevoli di preparazione avvenne il debutto, il 21 luglio al Miami Orange Bowl contro il Giappone olimpica: l'incontro finì in favore degli asiatici, che si imposero per 1-0 con gol di Ito. Le successive vittorie contro Ungheria olimpica, Nigeria olimpica e Ghana olimpica permisero alla formazione verde-oro di raggiungere la semifinale; messa nuovamente di fronte alla Nigeria, questa volta ebbe la peggio, perdendo per 4-3. La finale per il terzo posto vide la selezione sconfiggere il Portogallo per 5-0, e il Brasile vinse pertanto la sua terza medaglia. Nel 1999 la squadra venne assegnata a Vanderlei Luxemburgo, e il tecnico riuscì a raggiungere Sydney 2000.

### Gli anni 2000: il bronzo nel 2008

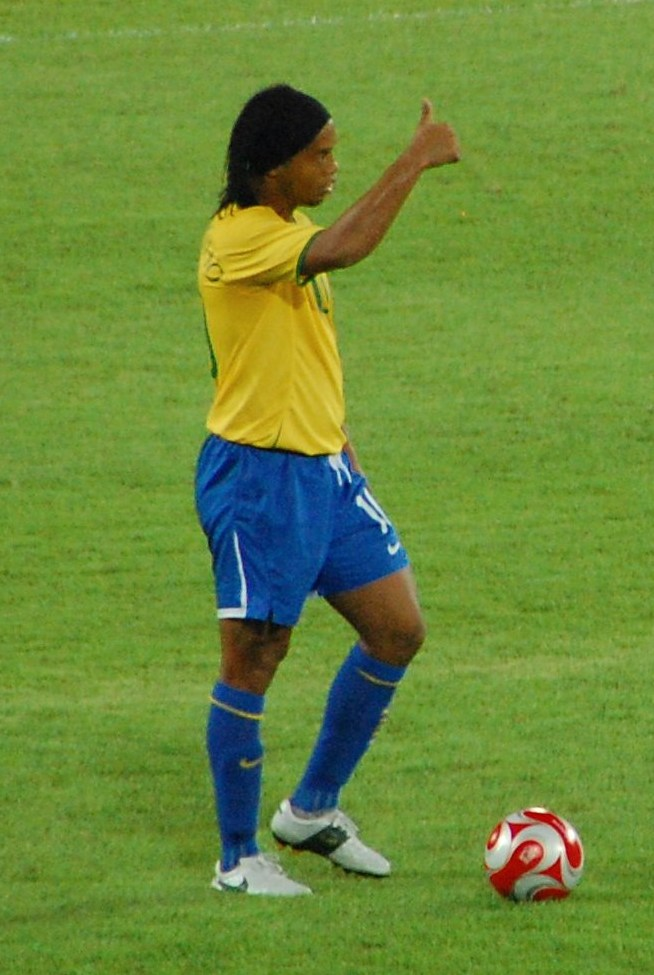
Ronaldinho, scelto come fuoriquota per le Olimpiadi del 2008.

Il Torneo Pre-Olimpico, disputatosi in Brasile, vide la Nazionale disimpegnarsi con costrutto. Furono poi organizzate delle partite con compagini australiane per testare la condizione dei giocatori, e il 14 settembre iniziò il torneo Olimpico vero e proprio: il Brasile superò la Slovacchia per 3-1. Superata la fase a gironi, il Camerun sconfisse la Nazionale dalla maglia gialla ai tempi supplementari, con gol decisivo di Modeste M'Bami. Nel 2003 la squadra fu assegnata a Ricardo Gomes, che disputò la CONCACAF Gold Cup 2003 con la selezione Under-23, mentre per i Giochi Panamericani del 2003 fu chiamato José Claudinei Georgini, detto Valinhos, anche se per l'ultimo incontro a sedersi sulla panchina fu Paulo Luiz Campos. Gomes riprese il comando della Nazionale olimpica dopo la partecipazione ai Panamericani, ma la Nazionale mancò la qualificazione a Atene 2004. Nel 2007 Lucho Nizzo prese parte ai Giochi Panamericani in qualità di CT, mentre per il 2008 l'allenatore della Nazionale A, Dunga, fu indicato dalla CBF come selezionatore per la formazione Olimpica. La squadra giunse alle semifinali, ma i rivali dell'Argentina la eliminarono con un 3-0; nella finalina, il Brasile sconfisse il Belgio, aggiudicandosi la medaglia di bronzo..

### Gli anni 2010: l'argento nel 2012 e l'oro nel 2016 e nel 2020

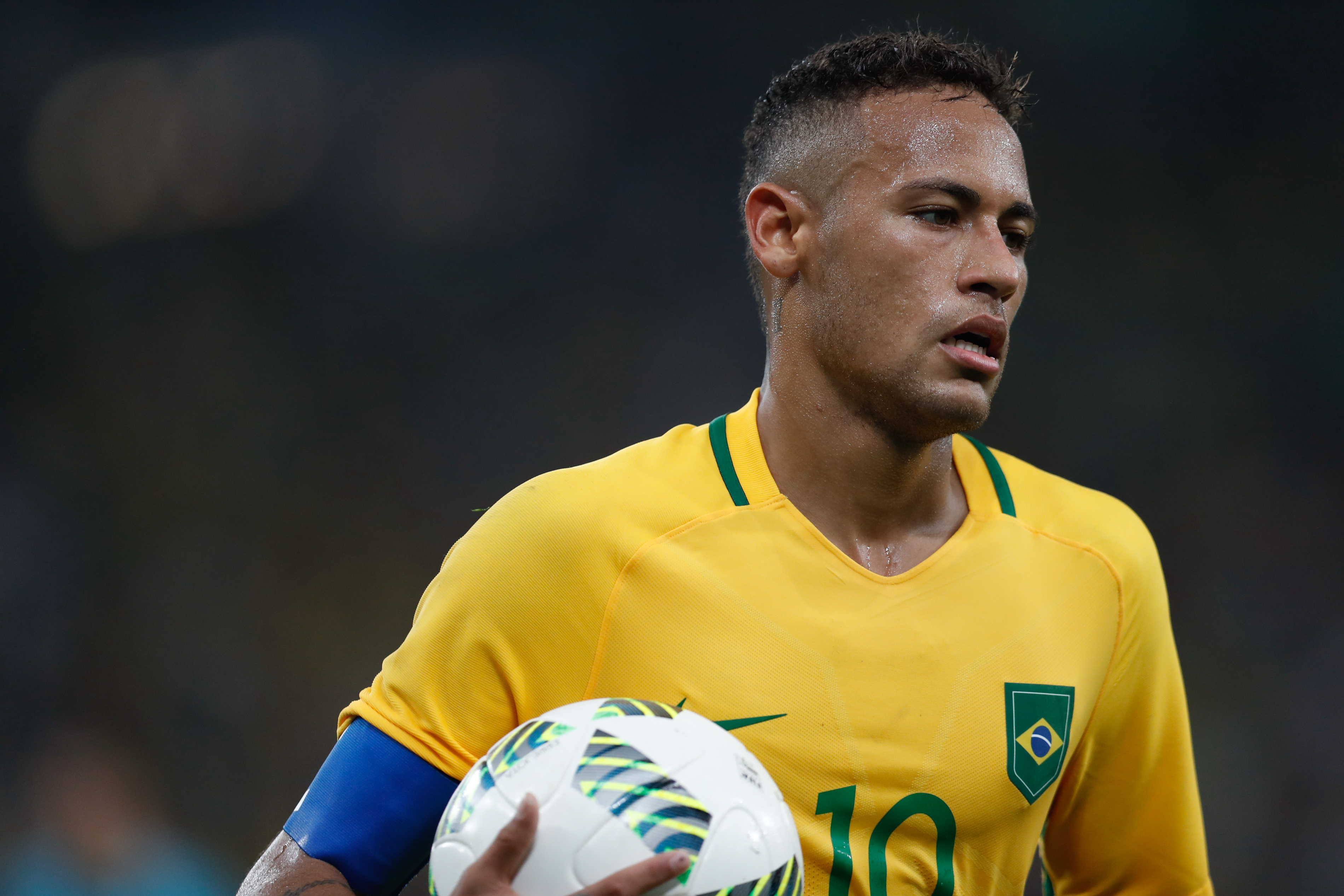
Neymar, grande protagonista del primo oro olimpico alle Olimpiadi del 2016.

Alla Olimpiade di Londra 2012 il Brasile dopo aver vinto a punteggio pieno con 9 punti il proprio girone, ha sconfitto ai quarti di finale l'Honduras per 3-2 e in Semifinale ha battuto per 3-0 la Corea del Sud, ma a sorpresa il Brasile ha perso la finalissima per 2-1 con il Messico ed ha dovuto accontentarsi della conquista della medaglia di argento.
In vista dei giochi olimpici di Rio de Janeiro 2016, il 22 luglio 2014 alla guida della selezione olimpica e under 23 brasiliana viene nominato Alexandre Gallo, che resta in carica fino all'8 maggio 2015, quando la CBF chiama nuovamente Dunga alla guida dell'olimpica. Prima dell'Olimpiade di Rio 2016 il Brasile viene affidato a Rogério Micale, scelto in sostituzione di Dunga. Dopo qualche difficoltà nel girone, chiuso comunque al primo posto con cinque punti (una vittoria e due pareggi), la squadra raggiunge agevolmente la finale battendo la Colombia (2-0) e l'Honduras (6-0). Il 20 agosto 2016 al Maracanã di Rio de Janeiro, il Brasile sconfigge in finale la Germania per 6-5 dopo i calci di rigore (1-1 dopo i tempi supplementari) e vince l'oro olimpico con Neymar grande protagonista e autore dell'ultimo e decisivo rigore. Il Brasile si conferma campione olimpico alla successiva olimpiade di Tokyo 2020 (posticipata al 2021 per la pandemia da Covid 19), battendo in finale la Spagna 2-1 ai supplementari.
Con la conquista dell'oro olimpico, la federazione brasiliana è diventata la seconda al mondo, dopo quella francese, a vincere almeno una volta tutte le manifestazioni calcistiche maschili mondiali per nazionali (Coppa del mondo, la Coppa del mondo Under-20, la Coppa del mondo Under-17, la Confederations Cup e il Torneo olimpico di calcio).

## Partecipazioni ai tornei internazionali

### Giochi olimpici
| Anno | Luogo             | Piazzamento      | V | N | P | Gol  |
| ---- | ----------------- | ---------------- | - | - | - | ---- |
| 1952 | Helsinki          | Quarti di finale | 2 | 0 | 1 | 9:6  |
| 1956 | Melbourne         | Non partecipante | - | - | - | -    |
| 1960 | Roma              | Primo turno      | 2 | 0 | 1 | 10:4 |
| 1964 | Tokyo             | Primo turno      | 1 | 1 | 1 | 5:2  |
| 1968 | Città del Messico | Primo turno      | 0 | 2 | 1 | 4:5  |
| 1972 | Monaco di Baviera | Primo turno      | 0 | 1 | 2 | 4:6  |
| 1976 | Montréal          | Quarto posto     | 2 | 1 | 2 | 6:6  |
| 1980 | Mosca             | Non qualificata  | - | - | - | -    |
| 1984 | Los Angeles       | Argento          | 4 | 1 | 1 | 9:5  |
| 1988 | Seul              | Argento          | 4 | 1 | 1 | 12:4 |
| 1992 | Barcellona        | Non qualificata  | - | - | - | -    |
| 1996 | Atlanta           | Bronzo           | 4 | 0 | 2 | 16:8 |
| 2000 | Sydney            | Quarti di finale | 2 | 0 | 2 | 6:6  |
| 2004 | Atene             | Non qualificata  | - | - | - | -    |
| 2008 | Pechino           | Bronzo           | 5 | 0 | 1 | 14:3 |
| 2012 | Londra            | Argento          | 5 | 0 | 1 | 16:7 |
| 2016 | Rio de Janeiro    | Oro              | 3 | 3 | 0 | 13:1 |
| 2020 | Tokyo             | Oro              | 3 | 3 | 0 | 10:4 |
| 2024 | Parigi            | Non qualificata  | - | - | - | -    |

### Giochi Panamericani
| Anno | Luogo             | Piazzamento      | V | N | P | Gol   |
| ---- | ----------------- | ---------------- | - | - | - | ----- |
| 1951 | Buenos Aires      | Non partecipante | - | - | - | -     |
| 1955 | Città del Messico | Non partecipante | - | - | - | -     |
| 1959 | Chicago           | Argento          | 4 | 1 | 1 | 27:11 |
| 1963 | San Paolo         | Oro              | 3 | 1 | 0 | 18:3  |
| 1967 | Winnipeg          | Non partecipante | - | - | - | -     |
| 1971 | Cali              | Non partecipante | - | - | - | -     |
| 1975 | Città del Messico | Oro              | 5 | 2 | 0 | 33:2  |
| 1979 | San Juan          | Oro              | 5 | 0 | 0 | 14:1  |
| 1983 | Caracas           | Argento          | 2 | 0 | 1 | 3:1   |
| 1987 | Indianapolis      | Oro              | 4 | 1 | 0 | 10:2  |
| 1991 | L'Avana           | Non partecipante | - | - | - | -     |
| 1995 | Mar del Plata     | Quarti di finale | 2 | 2 | 0 | 5:2   |
| 1999 | Winnipeg          | Non partecipante | - | - | - | -     |
| 2003 | Santo Domingo     | Argento          | 4 | 0 | 1 | 12:2  |

- Nota bene: per le informazioni sui risultati ai Giochi Panamericani nelle edizioni successive al 2003 visionare le pagine delle Nazionale Under-20 e Nazionale Under-17.

## Palmarès

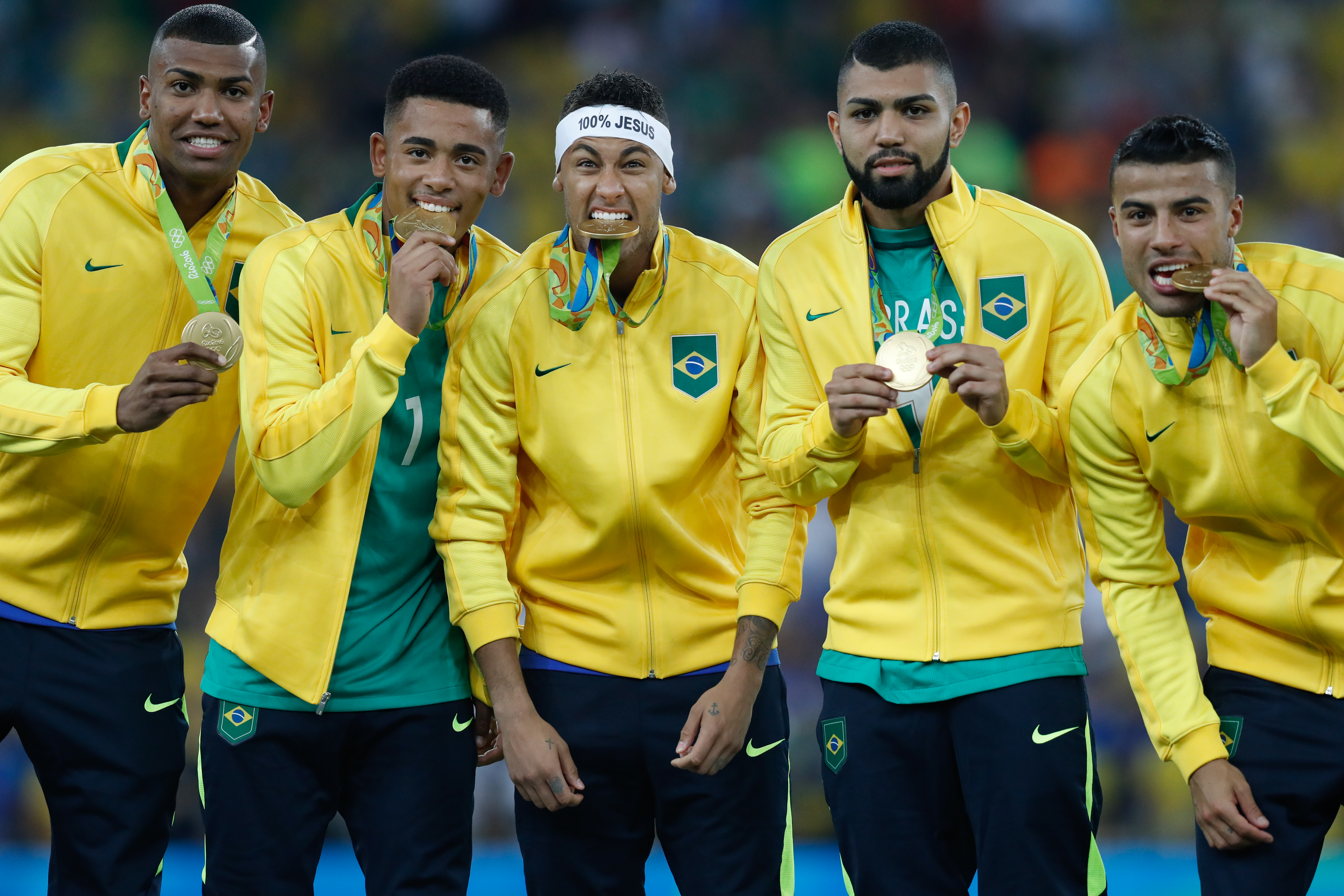
I giocatori del Brasile festeggiano la vittoria dell'oro olimpico nel 2016.

- Oro olimpico: 2  (record sudamericano condiviso con Argentina e Uruguay)

Rio de Janeiro 2016, Tokyo 2020
- Argento olimpico: 3

Los Angeles 1984, Seul 1988, Londra 2012
- Bronzo olimpico: 2

Atlanta 1996, Pechino 2008
- Giochi panamericani: 4

1963, 1975, 1979, 1987
- Torneo Pre-Olimpico CONMEBOL: 7

1968, 1971, 1976, 1984, 1987, 1996, 2000

## Tutte le rose

### Giochi olimpici
Calcio ai Giochi Olimpici Estivi 19521 Carlos Alberto, 2 Mauro, 3 Valdir, 4 Zózimo, 5 Adésio, 6 Bené, 7 Paulinho, 8 Humberto, 9 Larry, 10 Vavá, 11 Jansen, 12 Arízio, 13 Édison, 14 Amaury, 15 Milton Pessanha, 16 Vassil, 17 Evaristo, 18 Marcos Guerra, CT: Newton Cardoso
Calcio ai Giochi Olimpici Estivi 1960P Carlos Alberto, P Edmar, D Dary, D Décio Teixeira, D Dércio Gil, D Jurandir, D Nonô, D Roberto Dias, C Ivan Brondi, C Gérson, C Jonas, C Maranhão, C Rubens, A China, A Chiquinho, A Macarrão, A Paulinho Ferreira, A Valdir, A Wanderley, CT: Feola
Calcio ai Giochi Olimpici Estivi 19641 Florisvaldo, 2 Mura, 3 Zé Luiz, 4 Valdez, 5 Adevaldo, 7 Roberto Miranda, 8 Zé Roberto, 9 Aladim, 10 Ivo Soares, 11 Caravetti, 12 Hélio Dias, 13 Riva, 14 Dimas Filgueiras, 16 Humberto, 17 Mattar, 18 Tito, 19 Elizeu, 20 Othon, 21 Nélio, CT: Feola
Calcio ai Giochi Olimpici Estivi 19681 Getúlio, 2 Miguel, 3 Almeida, 4 Jorge, 5 Tião, 6 Dutra, 7 Manoel Maria, 8 China, 9 Ferretti, 10 Moreno, 11 Toninho, 12 Raul Marcel, 13 Cláudio Deodato, 14 Plínio, 15 Lauro, 16 Luiz Henrique, 17 Arnaldo, 18 Chance, CT: Marão
Calcio ai Giochi Olimpici Estivi 19721 Vítor, 2 Osmar, 3 Fred, 4 Terezo, 5 Falcão, 6 Celso, 7 Pedrinho, 8 Rubens Gálaxe, 9 Washington, 10 Roberto Dinamite, 11 Dirceu, 12 Niélsen, 13 Abel, 14 Vágner, 15 Bolívar, 16 Ângelo, 17 Pintinho, 18 Zé Carlos, 19 Manoel, CT: Antoninho
Calcio ai Giochi Olimpici Estivi 19761 Carlos, 2 Rosemiro, 3 Tecão, 4 Edinho, 5 Júnior, 6 Alberto Leguelé, 7 Marinho, 8 Batista, 9 Eudes, 10 Erivelto, 11 Santos, 12 Mauro, 13 Julinho, 14 Chico Fraga, 15 Jarbas, 16 Edval, 17 Zé Carlos, CT: Coutinho
Calcio ai Giochi Olimpici Estivi 19841 Gilmar, 2 Ronaldo, 3 Pinga, 4 Mauro Galvão, 5 Ademir, 6 André Luís, 7 Paulo Santos, 8 Dunga, 9 Kita, 10 Gilmar Popoca, 11 Silvinho, 12 Luís Henrique, 13 Winck, 14 Davi, 15 Tonho, 16 Chicão, 17 Mílton Cruz, CT: Jair Picerni
Calcio ai Giochi Olimpici Estivi 19881 Taffarel, 2 Jorginho, 3 Batista, 4 Ricardo Gomes, 5 Ademir, 6 Mazinho, 7 Valdo, 8 Geovani, 9 Edmar, 10 Careca, 11 Romário, 12 Zé Carlos, 13 André Cruz, 14 Winck, 15 Aloísio, 16 Milton, 17 Neto, 18 João Paulo, 19 Andrade, 20 Bebeto, CT: Carlos Alberto
Calcio ai Giochi Olimpici Estivi 19961 Dida, 2 Zé Maria, 3 Aldair, 4 Ronaldo Guiaro, 5 Flávio Conceição, 6 Roberto Carlos, 7 Bebeto, 8 Amaral, 9 Juninho Paulista, 10 Rivaldo, 11 Sávio, 12 Danrlei, 13 Narciso, 14 André Luiz, 15 Zé Elias, 16 Marcelinho Paulista, 17 Luizão, 18 Ronaldo, CT: Zagallo
Calcio ai Giochi Olimpici Estivi 20001 Hélton, 2 Baiano, 3 Fábio Bilica, 4 Álvaro, 5 Marcos Paulo, 6 Fábio Aurélio, 7 Ronaldinho, 8 Fabiano, 9 Edu, 10 Alex, 11 Geovanni, 12 Roger, 13 André Luís, 14 Lúcio, 15 Mozart, 16 Athirson, 17 Lucas, 18 Fábio Costa, CT: Luxemburgo
Calcio ai Giochi Olimpici Estivi 20081 Diego Alves, 2 Rafinha, 3 Alex Silva, 4 Thiago Silva, 5 Hernanes, 6 Marcelo, 7 Anderson, 8 Lucas Leiva, 9 Pato, 10 Ronaldinho, 11 Ramires, 12 Renan, 13 Ilsinho, 14 Breno, 15 Diego, 16 Thiago Neves, 17 Rafael Sóbis, 18 Jô, CT: Dunga
Calcio ai Giochi Olimpici Estivi 20121 Gabriel, 2 Rafael, 3 Thiago Silva, 4 Juan Jesus, 5 Sandro, 6 Marcelo, 7 Lucas, 8 Rômulo, 9 Leandro Damião, 10 Oscar, 11 Neymar, 12 Hulk, 13 Bruno Uvini, 14 Danilo, 15 Alex Sandro, 16 Ganso, 17 Pato, 18 Neto, CT: Mano Menezes
Calcio ai Giochi Olimpici Estivi 20161 Weverton, 2 Zeca, 3 Rodrigo Caio, 4 Marquinhos, 5 Renato Augusto, 6 Douglas Santos, 7 Luan, 8 Rafinha, 9 Gabriel, 10 Neymar, 11 Gabriel Jesus, 12 Walace, 13 William, 14 Luan Garcia, 15 Rodrigo Dourado, 16 Thiago Maia, 17 Felipe Anderson, 18 Uilson, CT: Rogério Micale
Calcio ai Giochi Olimpici Estivi 20201 Santos, 2 Gabriel Menino, 3 Diego Carlos, 4 Ricardo Graça, 5 Douglas Luiz, 6 Arana, 7 Paulinho, 8 Bruno Guimarães, 9 Matheus Cunha, 10 Richarlison, 11 Antony, 12 Brenno, 13 Dani Alves, 14 Bruno Fuchs, 15 Nino, 16 Abner, 17 Malcom, 18 Matheus Henrique, 19 Reinier, 20 Claudinho, 21 Martinelli, 22 Lucão, CT: Jardine

### Giochi panamericani
Giochi panamericani 1959P Edmar, P Edson Borracha, D Dary, D Edílson, D Hércules, D Maurício, D Nelson, D Nonô, D Rubens, C Vanderley, C Gérson, C Maranhão, A Beyruth, A China, A Françoso, A Germano, A Manoelzinho, A Rodrigues, A Viladonega, A Zé Maria, CT: Newton Cardoso
Calcio ai Giochi panamericani 1963P Heitor, P Hélio Dias, D Adevaldo, D Carlos Alberto, D Íris, D Santo, D Valdir, D Zé Carlos, C Arlindo, C Nené, C Dirceu, C Luiz Henrique, C Riva, A Aírton Beleza, A Cardoso, A Décio, A Evaldo, A Jairzinho, A Menotti, A Othon, CT: Antoninho
Giochi panamericani 1975P Carlos, P Zé Carlos, D Bianchi, D Carlinhos, D Chico Fraga, D Edinho, D Mauro, D Rosemiro, D Tecão, C Alberto Leguelé, C Batista, C Eudes, C Marcelo, C Pitta, A Cláudio Adão, A Erivelto, A Luiz Alberto, A Santos, A Tiquinho, CT: Zizinho
Giochi panamericani 1979P Luís Henrique, P Solitinho, D Édson, D Luís Cláudio, D Osvaldo, D Wagner Basílio, D Waldoir, C Cléo, C Cristóvão, C Gilcimar, C Jackson, C Jérson, C Rogério, C Vítor, A Mica, A João Luiz, A Silva, A Silvinho, CT: Travaglini
Giochi panamericani 1983P Hugo, P Márcio, D Adalberto, D Boni, D Everaldo, D Guto, D Heitor, D Jorginho, C Dunga, C Edson Souza, C Marcus Vinícius, C Neto, C Paulo Sérgio, C Valdir, A Helinho, A Mauricinho, A Paulinho Carioca, CT: Gílson Nunes
Giochi panamericani 19871 Taffarel, 2 Ademir, 3 Ricardo Rocha, 4 Ricardo Gomes, 5 Douglas, 6 Nelsinho, 7 Pita, 8 Valdo, 9 Evair, 10 Careca, 11 Washington, 13 André Cruz, 14 Pereira, 15 Geraldão, 16 Raí, 17 Edu Marangon, CT: Carlos Alberto
Giochi panamericani 19951 Adílson, 2 Alberto, 3 Carlinhos Paulista, 4 Bordon, 5 Ronaldo Guiaro, 6 Nenê, 7 Fabrício, 8 Sandro, 9 Silvinho, 10 Anderson, 11 Ricardo Mendes, 12 Nivaldo, 13 Ferreira, 14 Edmílson I, 15 Edmílson II, 16 Fabiano, 17 Wélton, 18 Cairo, CT: Pupo Gimenez

### Pre-Olimpico
Torneo Pre-Olimpico 1992P Roger, P Marcelo, D Andrei, D Cafu, D Cássio, D Márcio Santos, D Rémerson, D Roberto Carlos, D Zelão, C Bismarck, C Dener, C Djair, C Luiz Fernando, C Marcelinho Carioca, C Marquinhos, C Rodrigão, A Élber, A Elivélton, A Nélio, A Sílvio, CT: Ernesto Paulo